# 勒卡尔贝
勒卡尔贝（法語：Le Carbet，法語發音：[lə kaʁbɛ]）是法国海外省马提尼克的一个市镇，属于圣皮埃尔区。

## 地理
勒卡尔贝（14°42'44"N, 61°10'59"W）面积36 平方千米，位于法国海外省马提尼克。
与勒卡尔贝接壤的市镇（或旧市镇、城区）包括：丰圣但尼、圣皮埃尔、勒莫讷韦尔、贝尔方丹。
勒卡尔贝的时区为UTC−04:00（大西洋时区）。

## 行政
勒卡尔贝的邮政编码为97221，INSEE市镇编码为97204。

## 政治
勒卡尔贝的现任市长为让-克洛德·埃康维尔（Jean-Claude Ecanvil）先生，任期为2020-2026年。

## 人口

1962-2008年间勒卡尔贝人口变化图示

勒卡尔贝于2022年1月1日时的人口数量为3619人。